# Peter Cheyney
Pour les articles homonymes, voir Cheyney.
Œuvres principales
- Cet homme est dangereux (1936)
- La Môme vert-de-gris (1937)

Peter Cheyney (Londres, 22 février 1896 — Londres, 26 juin 1951) est un auteur britannique de romans policiers et de romans d'espionnage. Il est le créateur des personnages de Slim Callaghan et Lemmy Caution, ce dernier popularisé au cinéma par l'acteur Eddie Constantine.
Acteur de théâtre sous le nom de Hector Stuart, Cheyney utilise également les noms de plume de Harold Brust et de Lyn Southney.

## Biographie
Reginald Evelyn Peter Southouse Cheyney naît à Whitechapel dans le quartier populaire de l'East End, d'un père poissonnier (et ivrogne), Arthur Thomas Cheyney et de Catherine Sarah Southouse. Il passe sa jeunesse dans ce quartier au sein d'une famille de cinq enfants et se fait renvoyer de différents établissements scolaires. En 1913, il devient brièvement clerc de notaire avant de se lancer dans une carrière d'acteur de théâtre sous le pseudonyme de Hector Stuart. Il s'essaie aussi à l'écriture scénique pour des sketches, des chansons et un peu de poésie avant de s'enrôler, en août 1914, dans l'armée britannique et d'être envoyé à titre d'officier sur le front des Flandres. Blessé à plusieurs reprises, il est démobilisé en 1919 et décoré de la Victoria Cross. Il revient alors à l'écriture et publie deux recueils de poèmes : Poems of Love and War et The Corona. Il exerce également divers métiers, étant tour à tour bookmaker, journaliste et commandant en second de la police lors de la grève générale des ouvriers de 1926. À cette occasion, il se lie d'amitié avec l'inspecteur chef Harold Brust qui partage ses opinions conservatrices et racistes. Les deux hommes fondent une agence de police privée.
En 1931, ces conceptions rétrogrades le conduisent à rejoindre le New Party (en), fondé par Oswald Mosley en rupture avec le Parti travailliste. Pour son biographe Michael Harrison, sa principale contribution aurait été d'assister à une bagarre dans laquelle un boxeur candidat du parti de Mosley aurait mis en déroute les contradicteurs qui l'attaquaient. Il aurait également écrit dans la revue Action du New Party. Mais les résultats électoraux sont moins brillants et le New Party s'effondre. Peter Cheyney n'entrera pas au British Union of Fascists (BUF) lancé par Oswald Mosley l'année suivante.
En 1933 et 1934, Cheyney publie deux nouvelles policières. Son premier roman, This Man Is Dangerous (Cet homme est dangereux), paraît en 1936. Il marque la naissance de Lemmy Caution, un inspecteur du FBI qui parle le slang américain, une prouesse de la part d'un écrivain qui n'a jamais traversé l'Atlantique ! Le succès est immédiat et Cheyney abandonne son métier de policier pour devenir auteur de romans policiers.
En 1937 paraissent Poison Ivy (La Môme vert-de-gris) et Dames Don't Care (Les femmes s'en balancent). L'année suivante, Cheyney lance un nouveau héros dans le roman The Urgent Hangman (Le bourreau est pressé) : Slim Callaghan, détective privé britannique, évolue dans le Londres que connaît bien l'auteur.
En septembre 1939, Cheyney se tient prêt à repartir au combat, mais il apprend qu'il n'est plus apte au service en raison de sa mauvaise forme physique. La mort dans l'âme, il se contente d'enseigner les techniques du combat de rue aux jeunes recrues et continue l'écriture de plus belle. Parallèlement aux aventures de Caution et Callaghan, il écrit des nouvelles et publie en 1941 une anthologie, Best Stories of the Underworld qui réunit une brochette d'histoires d'action et d'espionnage signées Somerset Maugham, Gerald Kersh, Edgar Wallace...
En janvier 1945 paraissent en France La Môme vert-de-gris et Cet homme est dangereux, les deux premiers numéros d'une toute jeune collection, créée par Marcel Duhamel : la Série noire. Cheyney devient alors en France le plus célèbre écrivain du roman policier anglo-saxon. Outre Caution et Callaghan, il avait créé en 1942 la série d'espionnage Dark, où le chef des services secrets Peter Quayle planifie depuis son quartier général londonien les missions de son équipe d'agents, tous prêts à se sacrifier pour éradiquer le nazisme. L'ancien compagnon d'Oswald Mosley fait clairement de ces espions britanniques, aux méthodes souvent aussi expéditives que celles de leurs ennemis, les héros de la lutte contre un nazisme présenté sans complaisance.

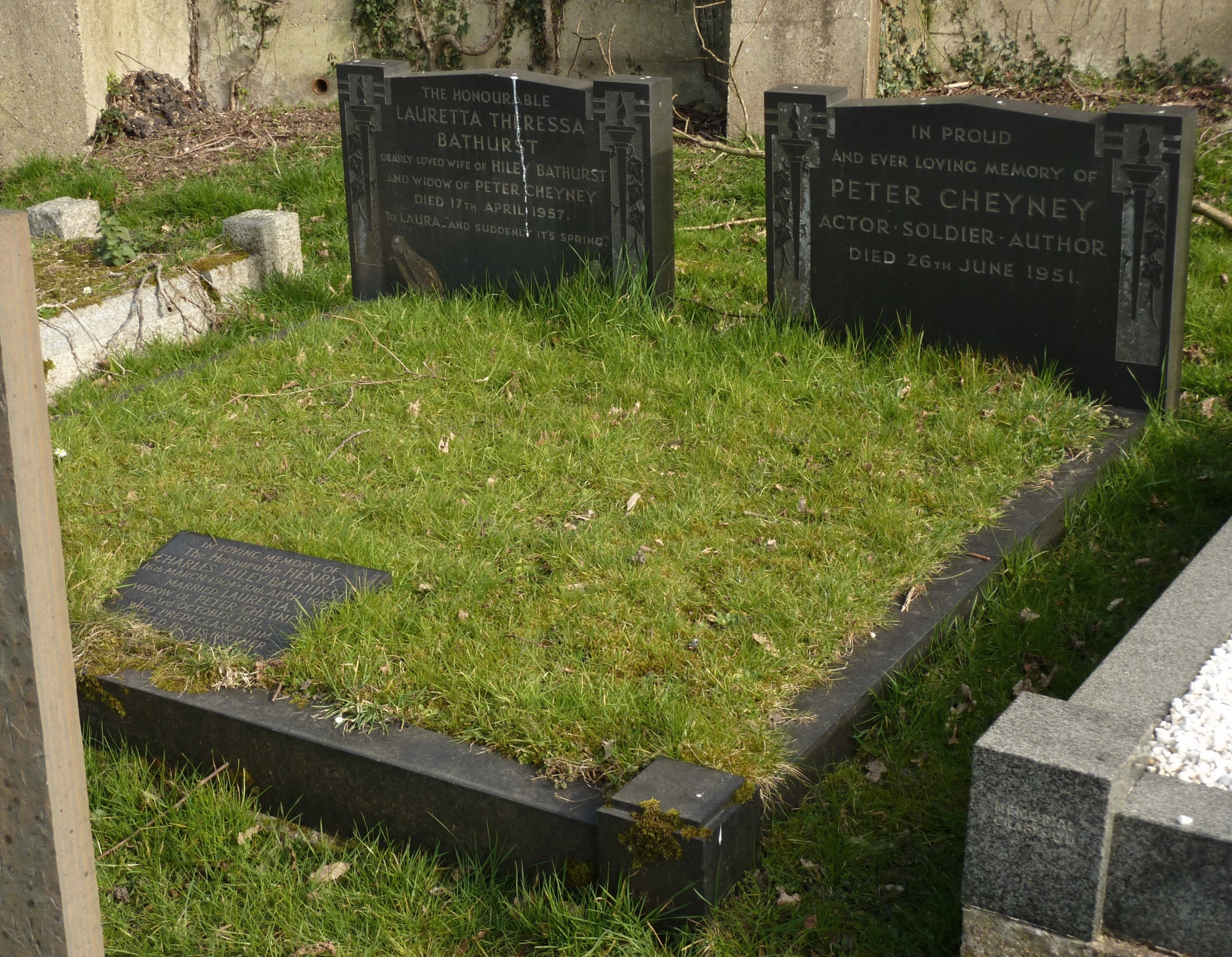
Tombe de Peter Cheyney

Il meurt en 1951, à 55 ans. Sa troisième femme, épousée en 1948, meurt en 1957.
Après sa mort, son ami, l'écrivain Michael Harrison écrivit à son propos : « Dans son imagination, Peter menait autant d'existences privées qu'il menait d'intrigues dans ses romans. En somme, c'était un gamin qui n'était jamais parvenu à l'âge adulte. Un enfant aussi charmant que tous les enfants. Un gosse qui jouait au cow-boy ou à l'indien, qui aurait voulu porter un uniforme d'aviateur, qui se croyait général ou détective. S'il vivait encore, il se verrait en tenue de cosmonaute. »
Le personnage de Lemmy Caution a inspiré les cinéastes. En France, les adaptations notoires au cinéma ont pour titre La Môme vert-de-gris, d'après Poison Ivy, et Les femmes s'en balancent, d'après Dames Don't Care. La Môme vert-de-gris est également adapté au théâtre par Jean-Pierre Bastid en 1981. Lemmy Caution a aussi donné lieu à des scénarios originaux. Jean-Luc Godard a notamment profité de son identification à l'acteur Eddie Constantine dans son film de science-fiction Alphaville, une étrange aventure de Lemmy Caution (1965).

## Œuvre

### Romans

#### SérieLemmy Caution
- This Man is Dangerous (1936) Publié en français sous le titre Cet homme est dangereux, Paris, Gallimard, Série noire no 2, 1945 ; réédition, Le Livre de poche no 1097, 1963 ; réédition, Paris, Gallimard, Carré noir no 484, 1983
- Poison Ivy (1937) Publié en français sous le titre La Môme vert-de-gris, Paris, Gallimard, Série noire no 1, 1945 ; réédition, Le Livre de poche no 1197, 1964 ; réédition, Paris, Gallimard, Carré noir no 439, 1982
- Dames Don't Care (1937) Publié en français sous le titre L'Agent secret no 1, Paris, Tallandier, coll. Le Lynx no 8, 1940 Publié en français dans une autre traduction sous le titre Les femmes s'en balancent, Paris, Gallimard, Série noire no 22, 1949 ; réédition, Paris, Gallimard, La Poche noire no 57, 1968 ; réédition, Paris, Gallimard, Carré noir no 432, 1982
- Can Ladies Kill? (1938) Publié en français sous le titre Les femmes ne sont pas des anges, Paris, Presses de la Cité, 1947 ; réédition, Paris, Presses de la Cité, Un mystère no 43, 1951 ; réédition dans Cigarettes, whisky et petites pépées, Paris, Omnibus, 1989 Publié en français dans un autre traduction sous le titre Les femmes ne sont pas des anges, Paris, Presses-Pocket no 627, 1968
- Don't Get Me Wrong (1939) Publié en français sous le titre Vous pigez ?, Paris, Gallimard, Série noire no 7, 1947 ; réédition, Paris, Gallimard, La Poche noire no 39, 1968 ; réédition, Paris, Gallimard, Carré noir no 420, 1982
- You'd Be Surprised (1940) Publié en français sous le titre De quoi se marrer, Paris, Gallimard, Série noire no 9, 1948 ; réédition, Paris, Gallimard, La Poche noire no 9, 1967 ; réédition, Paris, Gallimard, Carré noir no 74, 1972
- Your Deal, My Lovely (1941) Publié en français sous le titre À toi de faire, ma mignonne, Paris, Gallimard, Série noire no 21, 1948 ; réédition sous le titre À toi de faire, mignonne, Paris, Gallimard, La Poche noire no 62, 1968 ; réédition sous le titre À toi de faire, ma mignonne, Paris, Gallimard, Carré noir no 469, 1983
- Never a Dull Moment (1942) Publié en français sous le titre On ne s'embête pas, Paris, Presses de la Cité, 1947 ; réédition, Paris, Presses de la Cité, Un mystère no 95, 1952 ; réédition dans Récits de l'ombre, Paris, Presses de la Cité, 1988 et Grand Livre du Mois, Paris, 1996
- You Can Always Duck (1943) Publié en français sous le titre Alors, toujours en balade ?, Paris, Presses de la Cité, 1947 ; réédition, Paris, Presses de la Cité, Un mystère no 68, 1951
- I'll Say She Does! (1945) Publié en français sous le titre Comment qu'elle est !, Paris, Gallimard, Série noire no 15, 1948 ; réédition, Paris, Gallimard, La Poche noire no 29, 1968 ; réédition, Paris, Gallimard, Carré noir no 412, 1981

#### SérieSlim Callaghan
- The Urgent Hangman (1938) Publié en français sous le titre Le bourreau est pressé, Paris, Librairie des Champs-Élysées, coll. Le Masque no 344, 1947 ; réédition dans une traduction révisée sous le titre Rendez-vous avec Callaghan, Paris, Librairie des Champs-Élysées, coll. Le Club des Masques no 6, 1966, réimpression 1987 ; réédition sous ce dernier titre dans Cigarettes, whisky et petites pépées, Paris, Omnibus, 1989
- Dangerous Curves ou Callaghan [USA] (1939) Publié en français sous le titre Les Courbes du destin, Paris, Librairie des Champs-Élysées, coll. Le Masque no 332, 1946 ; réédition, Paris, Librairie des Champs-Élysées, coll. Le Club des Masques no 23, 1966 ; réédition dans Cigarettes, whisky et petites pépées, Paris, Omnibus, 1989
- You Can't Keep the Change (1940) Publié en français sous le titre Et rendez la monnaie, Paris, Librairie des Champs-Élysées, coll. Le Masque no 382, 1950 ; réédition, Paris, Librairie des Champs-Élysées, coll. Le Club des Masques no 31, 1967
- It Couldn't Matter Less ou Set-up for Murder [USA] (1941) Publié en français sous le titre Aucune importance, Paris, Librairie des Champs-Élysées, coll. Le Masque no 335, 1946 ; réédition dans une traduction révisée sous titre Plus de whisky pour Callaghan, Paris, Librairie des Champs-Élysées, coll. Le Club des Masques no 8, 1967 ; réédition sous le titre Aucune importance dans Cigarettes, whisky et petites pépées, Paris, Omnibus, 1989
- Sorry You've Been Troubled ou Farewell to the Admiral [USA] (1942) Publié en français sous le titre Navrée de vous avoir dérangé, Paris, Librairie des Champs-Élysées, coll. Le Masque no 356, 1948 ; réédition, Paris, Librairie des Champs-Élysées, coll. Le Club des Masques no 41, 1967 ; réédition dans Cigarettes, whisky et petites pépées, Paris, Omnibus, 1989
- The Unscrupulous Mr. Callaghan (1943)
- They Never Say When ! (1944) Publié en français sous le titre Elles ne disent jamais quand !, Paris, Librairie des Champs-Élysées, coll. Le Masque no 348, 1947 ; réédition, Paris, Librairie des Champs-Élysées, coll. Le Club des Masques no 57, 1968 ; réédition dans Cigarettes, whisky et petites pépées, Paris, Omnibus, 1989
- Uneasy Terms (1946) Publié en français sous le titre L'Impossible Héritage, Paris, Librairie des Champs-Élysées, coll. Le Masque no 368, 1949 ; réédition, Paris, Librairie des Champs-Élysées, coll. Le Club des Masques no 74, 1965 ; réédition dans Cigarettes, whisky et petites pépées, Paris, Omnibus, 1989

#### SérieDark - Peter Quayle
- Dark Duet ou The Counterspy Murders (1942) Publié en français sous le titre Duel dans l'ombre, Paris, Presses de la Cité, 1945 ; réédition, Paris, Presses de la Cité, Un mystère no 72, 1951 ; réédition dans Récits de l'ombre, Paris, Omnibus, 1988, réimpression 2000 Publié en français dans une autre traduction sous le titre Duel dans l'ombre, Paris, Presses-Pocket no 599, 1968
- The Stars Are Dark ou The London Spy Murders (1943) Publié en français sous le titre Les étoiles se cachent, Paris, Presses de la Cité, 1946 ; réédition, Paris, Presses de la Cité, Un mystère no 62, 1951 ; réédition, Paris, Presses de la Cité, coll. Espiorama no 12, 1971 ; réédition, Genève, Édito-Service, Les Classiques de l'espionnage, 1973 ; réédition, Paris, Pygmalion, 1978 ; réédition dans Récits de l'ombre, Paris, Omnibus, 1988, réimpression 2000
- The Dark Street ou The Dark Street Murders (1944) Publié en français sous le titre Ombres dans la rue, Paris, Presses de la Cité, 1947 ; réédition, Paris, Presses de la Cité, Un mystère no 79, 1951 ; réédition, Paris, Presses de la Cité, Espionnage no 109, 1961 ; réédition, Paris, Le Cercle européen du livre, 1970 ; réédition dans Récits de l'ombre, Paris, Omnibus, 1988, réimpression 2000 Publié en français dans une autre traduction sous le titre Ombres dans la rue, Paris, Presses-Pocket no 739, 1970
- Dark Hero ou The Case of the Dark Hero (1946) Publié en français sous le titre Héros de l'ombre, Paris, Presses de la Cité, 1947 ; réédition, Paris, Presses de la Cité, Un mystère no 78, 1951 ; réédition, Paris, Presses de la Cité, coll. Espiorama no 1, 1971 ; réédition, Paris, Presses-Pocket no 1051, 1971 ; réédition dans Récits de l'ombre, Paris, Omnibus, 1988, réimpression 2000
- Dark Interlude ou The Terrible Night (1947) Publié en français sous le titre Sombre interlude, Paris, Presses de la Cité, 1947 ; réédition, Paris, Presses de la Cité, Un mystère no 86, 1952 ; réédition, Paris, Éditions Pygmalion, 1977 ; réédition dans Récits de l'ombre, Paris, Omnibus, 1988, réimpression 2000
- Dark Wanton ou Case of the Dark Wanton (1948) Publié en français sous le titre La Dame en noir, Paris, Presses de la Cité, 1948 ; réédition, Paris, Presses de la Cité, Un mystère no 83, 1952 ; réédition, Paris, Presses de la Cité, Espionnage no 99, 1961 ; réédition, Paris, Le Cercle européen du livre, 1970
- Dark Bahama ou I'll Bring Her Back (1950) Publié en français sous le titre Ombres sur Bahama, Paris, Presses de la Cité, Un mystère no 36, 1950 ; réédition, Paris, Presses de la Cité, coll. Espiorama no 18, 1972 ; réédition, Paris, Pygmalion, 1978

#### Autres romans
- Another Little Drink ou Premeditated Murder ou A Trap for Bellamy (1940) Publié en français sous le titre Un whisky de plus, Paris, Presses de la Cité, 1947 ; réédition, Paris, Presses de la Cité, Un mystère no 64, 1951 ; réédition dans une traduction revue et corrigée, Paris, Presses-Pocket no 775, 1970 ; réédition, Paris, Le Cercle européen du livre, 1970
- Sinister Errand ou Sinister Murders (1945) - En marge de la série Dark, ce roman reprend des aventures de certains agents ayant travaillé avec Peter Quayle Publié en français sous le titre Sinistres Rendez-vous, Paris, Presses de la Cité, 1947 ; Paris, Presses de la Cité, Un mystère no 74, 1952 ; réédition, Paris, Pygmalion, 1978 ; réédition dans Récits de l'ombre, Paris, Omnibus, 1988, réimpression 2000
- Dance Without Music (1947) Publié en français sous le titre Danse sans musique, Paris, Presses de la Cité, 1947 ; réédition, Paris, Presses de la Cité, Un mystère no 42, 1950 ; réédition Paris, Pocket, Presses-Pocket no 1062, 1974
- Try Anything Twice ou Undressed to Kill (1948) Publié en français sous le titre Jamais une sans deux, Paris, Presses de la Cité, 1948 ; réédition, Paris, Presses de la Cité, Un mystère no 85, 1952
- One of Those Things ou Mistress Murder (1949) Publié en français sous le titre Mine de rien, Paris, Presses de la Cité, Un mystère no 5, 1949
- You Can Call It a Day ou The Man Nobody Saw (1949) Publié en français sous le titre Ça va comme ça, Paris, Presses de la Cité, 1949 ; réédition, Paris, Presses de la Cité, Un mystère no 94, 1952
- Lady, Behave! ou Lady Beware (1950) Publié en français sous le titre Gare-toi, beauté !, Paris, Presses de la Cité, Un mystère no 21, 1950 ; réédition, Paris, Pygmalion, 1977
- Ladies Won't Wait ou Cocktails and the Killer (1951) Publié en français sous le titre Ces dames n'aiment pas attendre, Paris, Presses de la Cité, Un mystère no 52, 1951 ; réédition, Paris, Presses de la Cité, coll. Espiorama no 19, 1972 ; réédition, Paris, Presses-Pocket no 1077, 1974 ; réédition, Paris, Pygmalion, 1977

### Nouvelles

#### Recueils de nouvelles
- Lady in Green ou You Can’t Hit a Woman (1937) 8 des 24 nouvelles ont été publiées en français sous le titre Règlement de comptes, Paris, Presses de la Cité, 1948 ; réédition, Paris, Presses de la Cité, Un mystère no 63, 1951 11 autres des 24 nouvelles ont été publiées en français sous le titre Minute ! Papillon, Paris, Presses de la Cité, 1949 ; réédition, Paris, Presses de la Cité, Un mystère no 82, 1952
- Knave Takes Queen (1939; édition augmentée, 1950) Publié en français sous le titre Le valet prend la dame, Paris, Presses de la Cité, 1947 ; réédition, Paris, Presses de la Cité, Un mystère no 56, 1951
- Mister Caution – Mister Callaghan (1941) Publié en français sous le titre Salut, Caution ! Comment va Callaghan ?, Paris, Presses de la Cité, 1949 ; réédition, Paris, Presses de la Cité, Un mystère no 10, 1950 ; réédition dans Cigarettes, whisky et petites pépées, Paris, Omnibus, 1989
- Adventures of Alonzo Mac Tavish (1943)
- Alonzo Mac Tavish Again (1943)
- The Murder of Alonzo (1943)
- Love with a Gun and Other Stories (1943)
- Account Rendered (1944)
- Making Crime Pay (1944), recueil de nouvelles, d'articles, et de pièces radiophoniques Publié en français sous le titre Je suis un grand sentimental, Paris, Presses de la Cité, 1948 ; réédition, Paris, Presses de la Cité, Un mystère no 14, 1950
- You Can't Trust Duchesses and other stories (1945)
- The Adventures of Julia (1945) ou The Killing Game [USA] (1954)
- Night Club (1945) ou Dressed to Kill (1952) Publié en français sous le titre Night Club, Paris, Presses de la Cité, Un mystère no 106, 1952
- He Walked in Her Sleep (1946) ou MacTavish (1973) Publié en français sous le titre Allons-y, Alonzo !, Paris, Presses de la Cité, Un mystère no 167, 1953 Note : Ce recueil ne correspond qu'en partie au recueil original. Il choisit également des nouvelles dans d'autres recueils ayant le personnage de Alonzo Mac Tavish pour héros.
- A Spot of Murder (and other stories) (1946) Publié en français sous le titre Double Alibi, Paris, La Nouvelle Édition, coll. Nuits blanches no 5, 1947 ; réédition, Paris, Presses de la Cité, Un mystère no 66, 1951 ; réédition, Paris, Presses-Pocket no 1120, 1974 Note : Le recueil français reprend les nouvelles inédites de ce recueil anglais - dont A Spot of Murder - ainsi que d'autres recueils.
- G-man at the Yard (1946) Publié en français sous le titre Lemmie Caution (Lemmy Caution à Scotland Yard), Paris, Presses de la Cité, Un mystère no 114, 1953
- Time for Caution (1946)
- Vengeance with a Twist (and other stories) (1946)
- A Matter of Luck (and other stories) (1947)
- Dance without Music (1947) Publié en français sous le titre Danse sans musique, Paris, Presses de la Cité, 1948 ; réédition, Paris, Presses de la Cité, Un mystère no 42, 1951 ; réédition, Paris, Presses-Pocket no 1062, 1974
- The Curiosity of Etienne MacGregor ou The Sweetheart of the Razors (1947) Publié en français sous le titre Poison et Fleur-de-pêcher, Paris, Presses de la Cité, Un mystère no 130, 1953
- No Ordinary Cheyney (1948) Publié en français sous le titre Du pas banal, Paris, Presses de la Cité, 1948 ; réédition, Paris, Presses de la Cité, Un mystère no 77, 1951
- Cocktail for Cupid (1948)
- Cocktail Party (1948) Publié en français sous le titre Cocktail, Paris, Presses de la Cité, Un mystère no 154, 1953 Note : Le recueil français regroupe quelques nouvelles issues des deux derniers recueils.
- Fast Work and other stories (1948)
- Information Received and other stories (1948)
- The Unhappy Lady and other stories (1948)
- The Lady in Tears and other stories (1949)
- Meet Mr. Callaghan ou Deadly Fresco (sous le pseudonyme de Lyn Southney) ou Calling Mr. Callaghan (1952) Publié en français sous le titre Monsieur Callaghan, Presses de la Cité, Un mystère no 142, 1953 ; réédition sous le titre Mister Callaghan, Paris, Édito-Service, Les Classiques du crime, 1982
- Velvet Johnnie and Other Stories (1952) Publié en français sous le titre Et ce n'est pas fini !, Paris, Presses de la Cité, Un mystère no 89, 1952 ; réédition sous le titre Callaghan et Cie, Paris, Presses-Pocket no 1005, 1973
- The Mystery Blues and Other Stories ou Fast Work (1954)
- The Best Stories of Peter Cheyney (1954)

#### Nouvelles isolées
- The Rope (1952)
- The Gangster (1953) Publié en français sous le titre Le Gangster, Paris, Fayard, Le Saint détective magazine no 139, septembre 1966
- Love Can Be Deadly (1955) Publié en français sous le titre L'amour peut jouer de mauvais tours, Paris, Fayard, Le Saint détective magazine no 27, mai 1957

## Filmographie

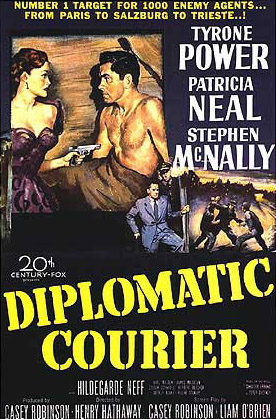
Affiche du film Courrier diplomatique (Henry Hathaway, 1952)

### SérieLemmy Caution

#### Films adaptés d'un roman de Cheyney
- 1953 : Cet homme est dangereux, film français réalisé par Jean Sacha
- 1953 : La Môme vert de gris, film français réalisé par Bernard Borderie
- 1954 : Les femmes s'en balancent, film français réalisé par Bernard Borderie
- 1955 : Vous pigez ?, film français réalisé par Pierre Chevalier
- 1960 : Comment qu'elle est, film français réalisé par Bernard Borderie
- 1963 : À toi de faire... mignonne, film français réalisé par Bernard Borderie

#### Films avec un scénario original
- 1952 : Brelan d'as, film français réalisé par Henri Verneuil
- 1961 : Lemmy pour les dames, film français réalisé par Bernard Borderie
- 1965 : Alphaville, une étrange aventure de Lemmy Caution, film français réalisé par Jean-Luc Godard
- 1986 : Macaroni blues, film italien réalisé par Bela Csepasanyi et Fred Sassebo
- 1991 : Allemagne année 90 neuf zéro, film français réalisé par Jean-Luc Godard

#### Pièce de théâtre adaptée d'un roman de Cheyney
- 1981 : La Môme Vert de Gris, pièce de Jean-Pierre Bastid

#### Productions télévisées
- 1981 : Kottan ermittelt (en), un épisode réalisé par Peter Patzak pour la télévision autrichienne
- 1989 : Le Retour de Lemmy Caution, un téléfilm français réalisé par Josée Dayan

### SérieSlim Callaghan

#### Films adaptés d'un roman de Cheyney
- 1948 : Conditions difficiles (Uneasy Terms), film britannique réalisé par Vernon Sewell, adaptation de L'Impossible Héritage
- 1954 : Plus de whisky pour Callaghan, film français réalisé par Willy Rozier, adaptation de Aucune importance
- 1955 : À toi de jouer Callaghan, film français réalisé par Willy Rozier, adaptation de Navré de vous avoir dérangé

#### Films avec un scénario original
- 1954 : Meet Mr. Callaghan (en), film britannique réalisé par Charles Saunders
- 1960 : Callaghan remet ça, film français réalisé par Willy Rozier

#### Productions télévisées
- 1964 : Slim Callaghan greift ein (de), série ouest-allemande réalisé par Karl Anton
- 1975 : Les Grands Détectives, épisode Un Rendez-vous avec les ténèbres réalisé par Alexandre Astruc et Jean-Pierre Decourt d'après la nouvelle éponyme issu du recueil Salut, Caution ! Comment va Callaghan ?

### Série desDark - Peter Quayle
- 1952 : Courrier diplomatique (Diplomatic Courier), film américain réalisé par Henry Hathaway, adaptation très libre de Sinistres rendez-vous (l'ennemi soviétique prend dans le film la place de l'ennemi nazi du roman).

## Sources
- Jacques Baudou et Jean-Jacques Schleret, Le Vrai Visage du Masque, vol. 1, Paris, Futuropolis, 1984, 476 p. (OCLC 311506692), p. 105-108.
- Anne Martinetti, "Le Masque" : histoire d'une collection, Amiens, Encrage, coll. « Références » (no 3), 1997, 143 p. (ISBN 978-2-906389-82-3), p. 62-63.
- Claude Mesplède, Les années "Série noire" : bibliographie critique d'une collection policière, vol. 1 : 1945-1959, Amiens, Editions Encrage, coll. « Travaux » (no 13), 1992 (ISBN 978-2-906389-34-2).
- Claude Mesplède, Les années "Série noire" : bibliographie critique d'une collection policière, vol. 2 : 1959-1966, Amiens, Editions Encrage, coll. « Travaux » (no 17), 1993 (ISBN 978-2-906389-43-4).
- Claude Mesplède, Les années "Série noire" : bibliographie critique d'une collection policière, vol. 3 : 1966-1972, Amiens, Editions Encrage, coll. « Travaux / 22 », 1994, 4 p. (ISBN 978-2-906389-53-3).
- Claude Mesplède (dir.), Dictionnaire des littératures policières, vol. 1 : A - I, Nantes, Joseph K, coll. « Temps noir », 2007, 1054 p. (ISBN 978-2-910686-44-4, OCLC 315873251), p. 384 (Caution) et 420-421.
- Claude Mesplède et Jean-Jacques Schleret, SN, voyage au bout de la Noire : inventaire de 732 auteurs et de leurs œuvres publiés en séries Noire et Blème : suivi d'une filmographie complète, Paris, Futuropolis, 1982, 476 p. (OCLC 11972030), p. 78-80.
- (en) John M. Reilly (Ed.), Twentieth-century crime and mystery writers, New York, St. Martin's Press, coll. « Twentieth-century writers of the English language », 1982 (réimpr. 1991), 2e éd., 1568 p. (ISBN 978-0-312-82417-4, OCLC 6688156), p. 161-163.
- Michael Harrison, Peter Cheyney, Prince of Hokum (1954) Publié en français sous le titre Peter Cheyney, Paris, Éditions Robert Laffont, coll. « Pavillons » (1955)
- Notices d'autorité :   - VIAF
  - ISNI
  - BnF (données)
  - IdRef
  - LCCN
  - GND
  - Italie
  - Japon
  - CiNii
  - Espagne
  - Belgique
  - Pays-Bas
  - Pologne
  - Israël
  - NUKAT
  - Catalogne
  - Australie
  - Norvège
  - WorldCat